# 란트크바르트
란트크바르트(독일어: Landquart)는 스위스 그라우뷘덴주의 란트크바르트군에 있는 시정촌이다. 2012년 1월 1일 이기스와 마스트릴스의 지자체가 란트크바르트의 새로운 지자체로 병합되면서 형성되었다. “란트크바르트”는 이기스의 이전 시정촌에 있는 지역에서 그 이름을 가져왔다.

## 역사
이기스는 840년경에 Ovinae/Aviuns로 처음 언급되었다. 1149년에는 Auuine으로, 1225년에는 Huiuns로, 1253년에는 Yges로 언급되었다. 마스트릴스는 1318년에 Ponstrils로 처음 언급되었다. 1345년에는 Bastrils로 언급되었다.

## 지리
란트크바르트의 면적(2004/09 조사 기준)은 18.86k㎡이다. 이 지역 중 약 34.7%가 농업용으로 사용되며 45.5%는 산림이다. 나머지 토지 중 15.1%는 정착지(건물 또는 도로)이고, 4.8%는 비생산적인 토지이다. 2004/09 조사에서 총 183ha 또는 전체 면적의 약 9.7%가 건물로 덮여 있었는데, 이는 1985년에 비해 54ha 증가한 수치이다. 농경지 중 28ha는 과수원과 포도원으로 사용되고, 602ha는 들판과 초원이며 74ha는 고산 목초지로 구성되어 있다. 1985년 이후 농경지는 74ha 감소했다. 같은 기간 동안 산림 면적은 13ha 증가했다. 강과 호수는 시정촌에서 55ha를 차지한다.

## 인구통계
란트크바르트의 인구(2020년 12월 기준)는 8,857명이다. 2015년 기준으로 인구의 20.2%가 거주하는 외국인이다. 지난 5년(2010-2015년) 동안 인구는 6.47%의 비율로 변화했다. 2015년 시정촌의 출생률은 9.7명이었고 사망률은 인구 천 명당 7.1명이었다.
2015년 기준으로 아동·청소년(0~19세) 인구가 19.6%, 성인(20~64세)이 63.9%, 노인(64세 이상)이 16.6%를 차지한다. 2015년에는 3,566명의 독신 거주자, 4,134명의 기혼 또는 동거인, 415명의 미망인, 707명의 이혼한 거주자가 있었다.
2015년에 란트크바르트에는 3,812개의 개인 가구가 있었고 평균 가구 규모는 2.29명이었다. 2015년에 지자체의 모든 건물 중 약 60.2%가 단독 주택이었다. 2014년 인구 1000명당 신규 주택 건설 비율은 14.73호였다. 2016년 시정촌 공실률은 0.6%였다.

### 과거 인구 통계
역사적 인구는 다음 차트에 나와 있다.

## 경제
란트크바르트는 지역 비즈니스 센터로 분류되며 란트크바르트 지역의 중심이다.
2014년 기준으로 시정촌에 고용된 사람은 총 5,917명이다. 이 중 1차 경제 부문의 38개 기업에서 총 151명이 일했다. 직원이 총 61명인 중간 규모의 1차 부문 비즈니스가 하나 있었다. 2 차 부문은 109개의 개별 사업에서 2,019명의 근로자를 고용했다. 2014년 기준 총 761명의 직원이 103개 중소기업(50인 미만)에서 근무하고 있다. 476명의 직원을 보유한 4개의 중소기업과 782명의 직원을 보유한 2개의 대기업이 있었다. 마지막으로, 3차 부문은 495개 기업에서 3,747개의 일자리를 제공했다. 총 1,291명의 직원이 있는 53개의 중소기업과 1,080명의 직원이 있는 9개의 중소기업이 있었다. 2015년에는 전체 인구의 14.7%가 사회 지원을 받았다.
2011년에 지자체의 실업률은 2.3%였다.
2015년에는 시정촌에 98석의 영화관이 1개 있었다.
2015년에 CHF 80,000를 버는 두 자녀를 둔 부부의 시 평균 세율은 3.7%이고, CHF 150,000를 버는 1인의 세율은 15.8%로, 둘 다 캐나다 평균에 가깝다. 주와 전국 평균. 2013년에 납세자 1인당 시정촌 평균 소득은 CHF 69,894이었고 1인당 평균 소득은 CHF 29,519로 각 주 평균 CHF 69,964 및 CHF 33,075보다 낮다. 또한 전국 납세자 1인당 평균 CHF보다 적다. 82,682이고 1인당 평균 CHF 35,825이다.

## 관광
마슬린스성 및 주변 부지는 국가적으로 중요한 스위스 문화 유산으로 등록되어 있다. 성은 잘리스-마슬린스의 귀족 가문의 가문 성이다.

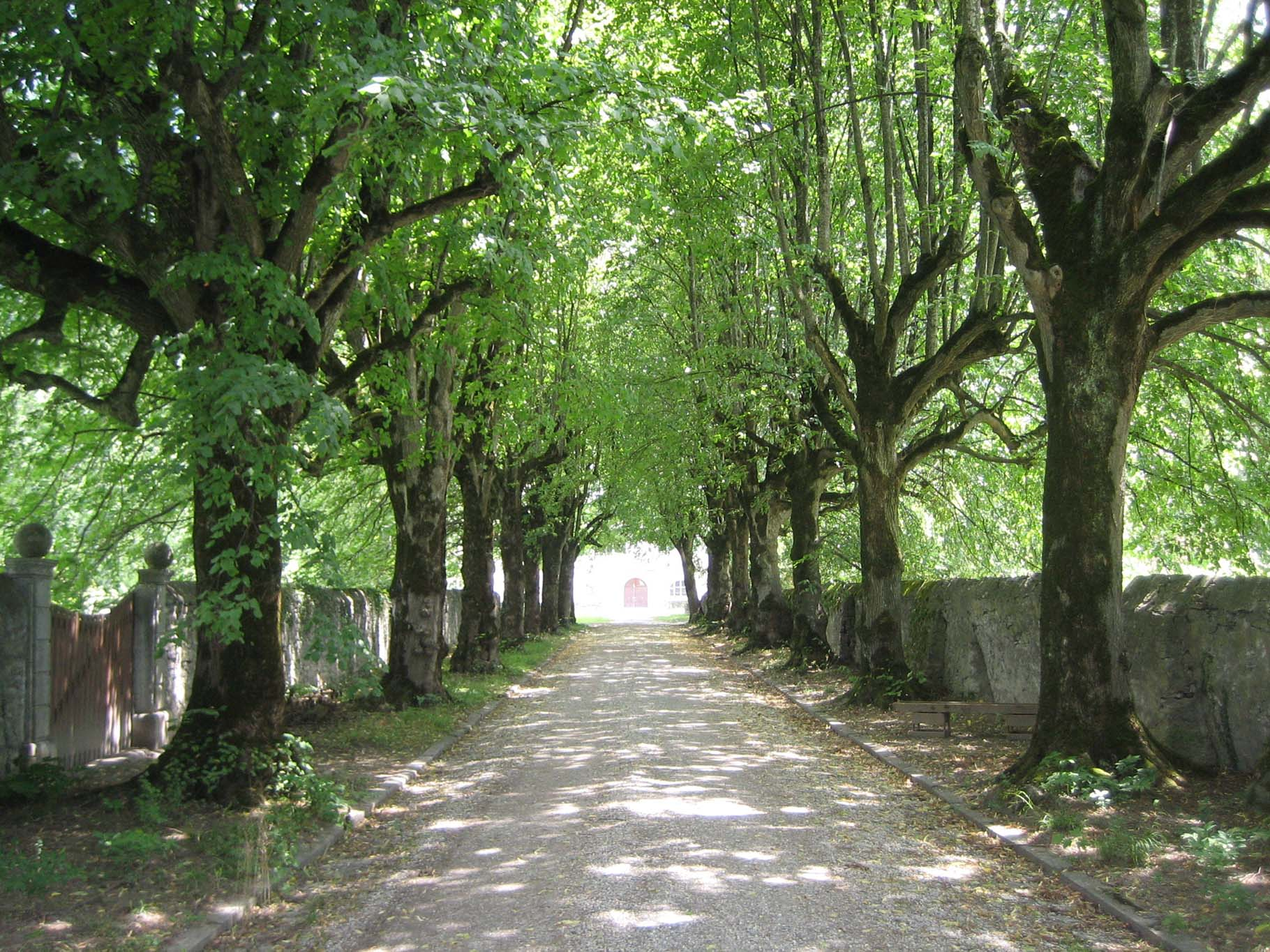
성으로 향하는 길
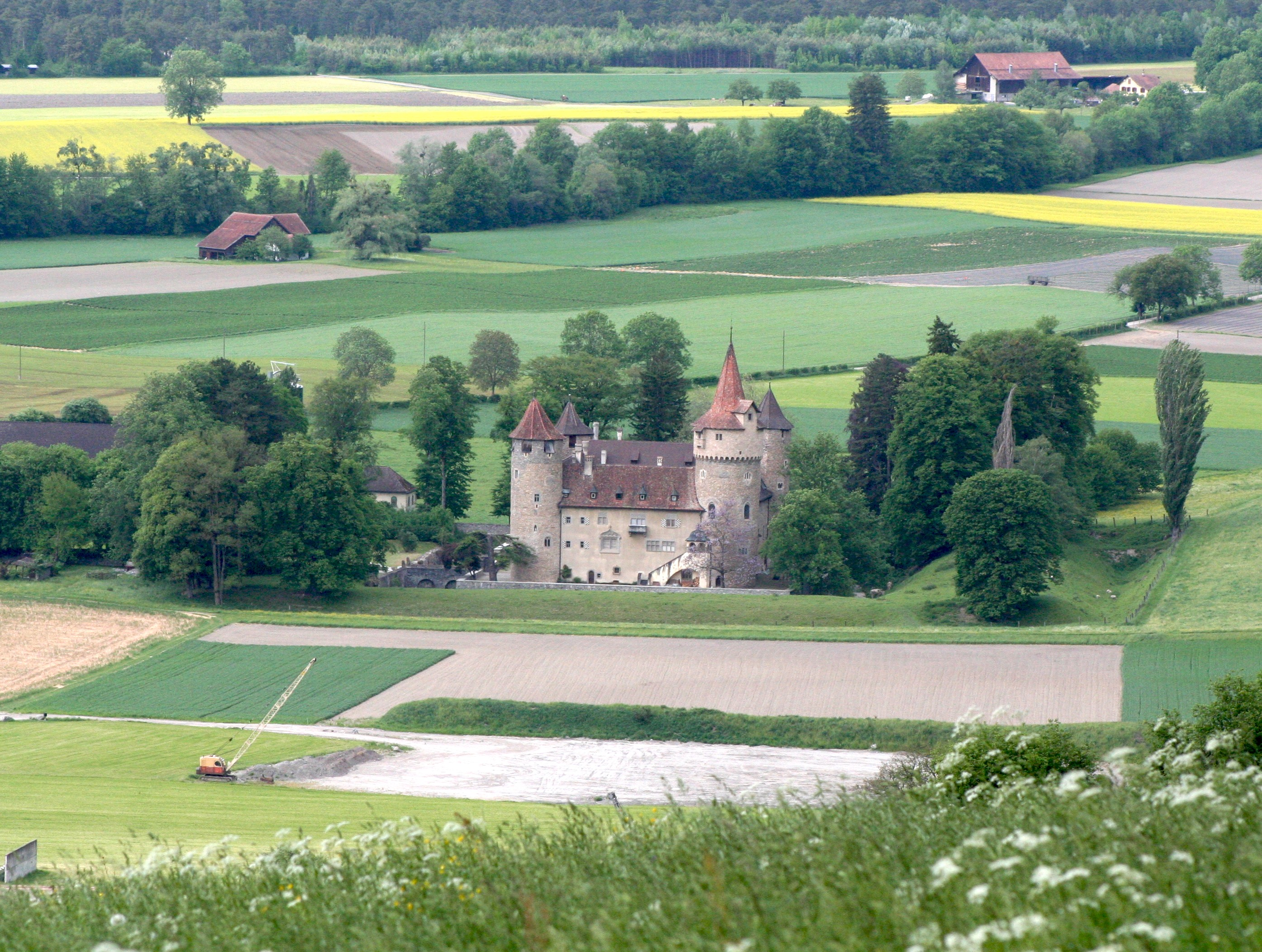
성과 주변 지역
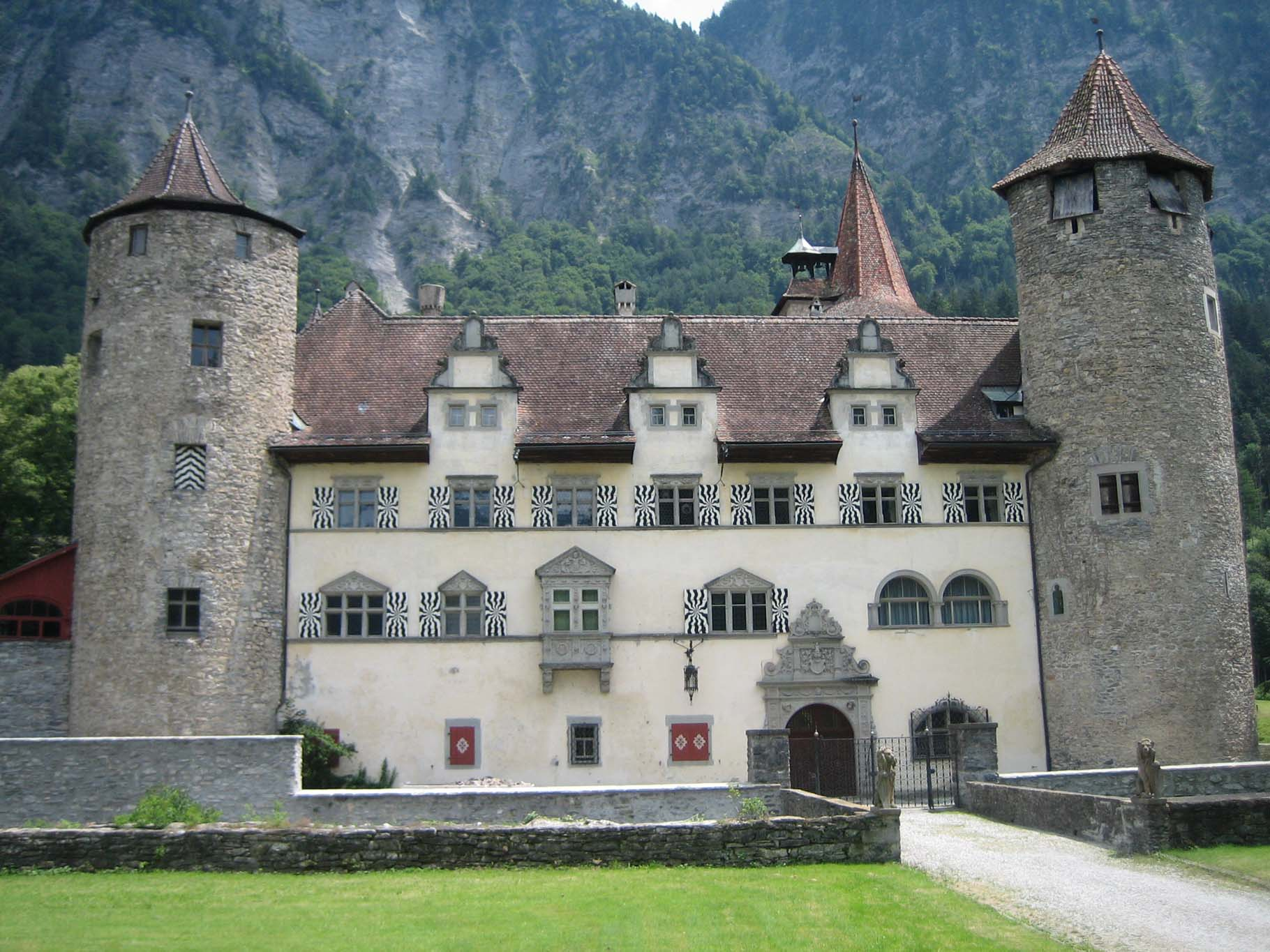
성의 전경

## 교통
란트크바르트에는 3개의 기차역이 있다.
- 란트크바르트
- 란트크바르트 리트
- 이기스역

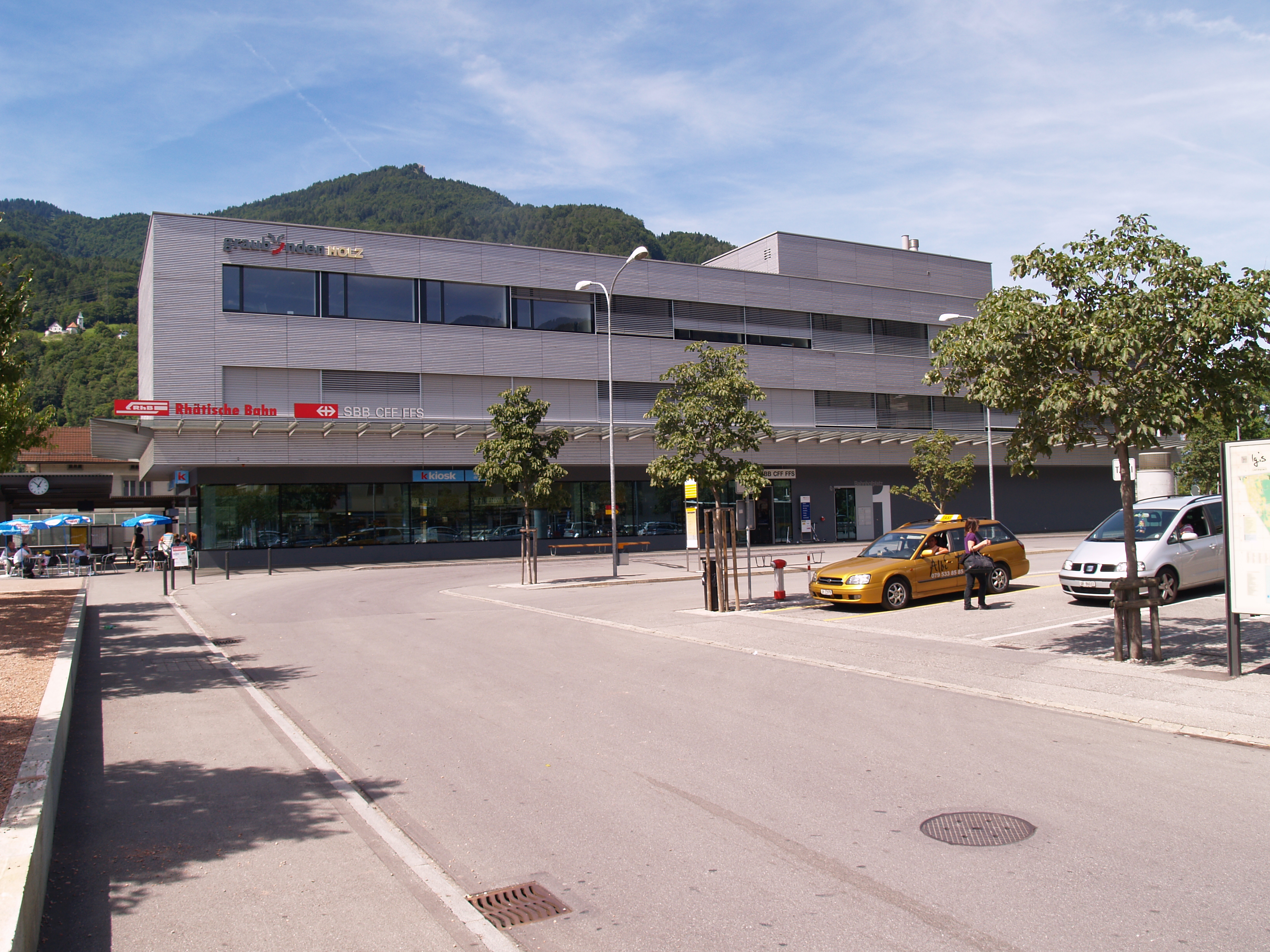
란트크바르트역

세 곳 모두 디젠티스/무쉬테, 스쿠올-타라스프, 레췬스, 쉬어스까지 정기적으로 운행하는 래티셰 철도의 란트크바르트-투지스선에 있다. 또한, 스위스 연방 철도는 바젤 SBB와 취리히 중앙역으로 연결되는 란트크바르트를 제공한다.